# Konstantinos Galanopoulos
Konstantinos Galanopoulos (grego: Κωνσταντίνος Γαλανόπουλος; Atenas, 28 de dezembro de 1997) é um futebolista grego que atua como meio-campista. Atualmente joga pelo APOEL.

## Carreira

### AEK Atenas
Konstantinos Galanopoulos se profissionalizou no AEK Atenas, em 2015.

## Títulos
AEK Atenas
- Copa da Grécia 2015-16

- Superliga Grega: 2017–18